# Lambda Arietis
Désignations
λ Ari A : HIP 9153, BD+22°288, SAO 75051

Lambda Arietis (λ Arietis / λ Ari) est une étoile binaire de cinquième magnitude de la constellation zodiacale du Bélier. Elle est située à deux degrés à l'ouest d'Hamal et ses deux étoiles sont distantes d'environ 40 pc (∼130 al) de la Terre. L'étoile primaire du système est une naine jaune-blanc tandis que son compagnon est une naine jaune.

## Description
La paire a été séparée pour la première fois par William Herschel en 1777. Leur séparation, mesurée à 37,4 secondes d'arc, est restée constante depuis le XVIIIe siècle. Elles sont difficilement séparables avec de bonnes jumelles grossissant 7×, mais sont aisément résolues à un grossissement 10×. Elles forment un véritable système binaire.
L'étoile primaire, désignée Lambda Arietis A, est une étoile jaune-blanc de la séquence principale de type spectral F0V, et de magnitude apparente 4,79. Sa masse est 1,86 fois plus importante que celle du Soleil et son rayon est 2,7 fois plus grand que le rayon solaire. L'étoile est environ 17 fois plus lumineuse que le Soleil et sa température de surface est de 7 177 K. Elle tourne sur elle-même à une vitesse de rotation projetée de 107 km/s.
L'étoile secondaire, Lambda Arietis B, est une naine jaune de type spectral G1V et de magnitude apparente 7,40. Son rayon est 10 % plus grand que celui du Soleil. L'étoile est 60 % plus lumineuse que le Soleil et sa température de surface est de 5 929 K.